# Betula pubescens
Betula pubescens là một loài thực vật có hoa trong họ Betulaceae. Loài này được Ehrh. mô tả khoa học đầu tiên năm 1789.

## Hình ảnh

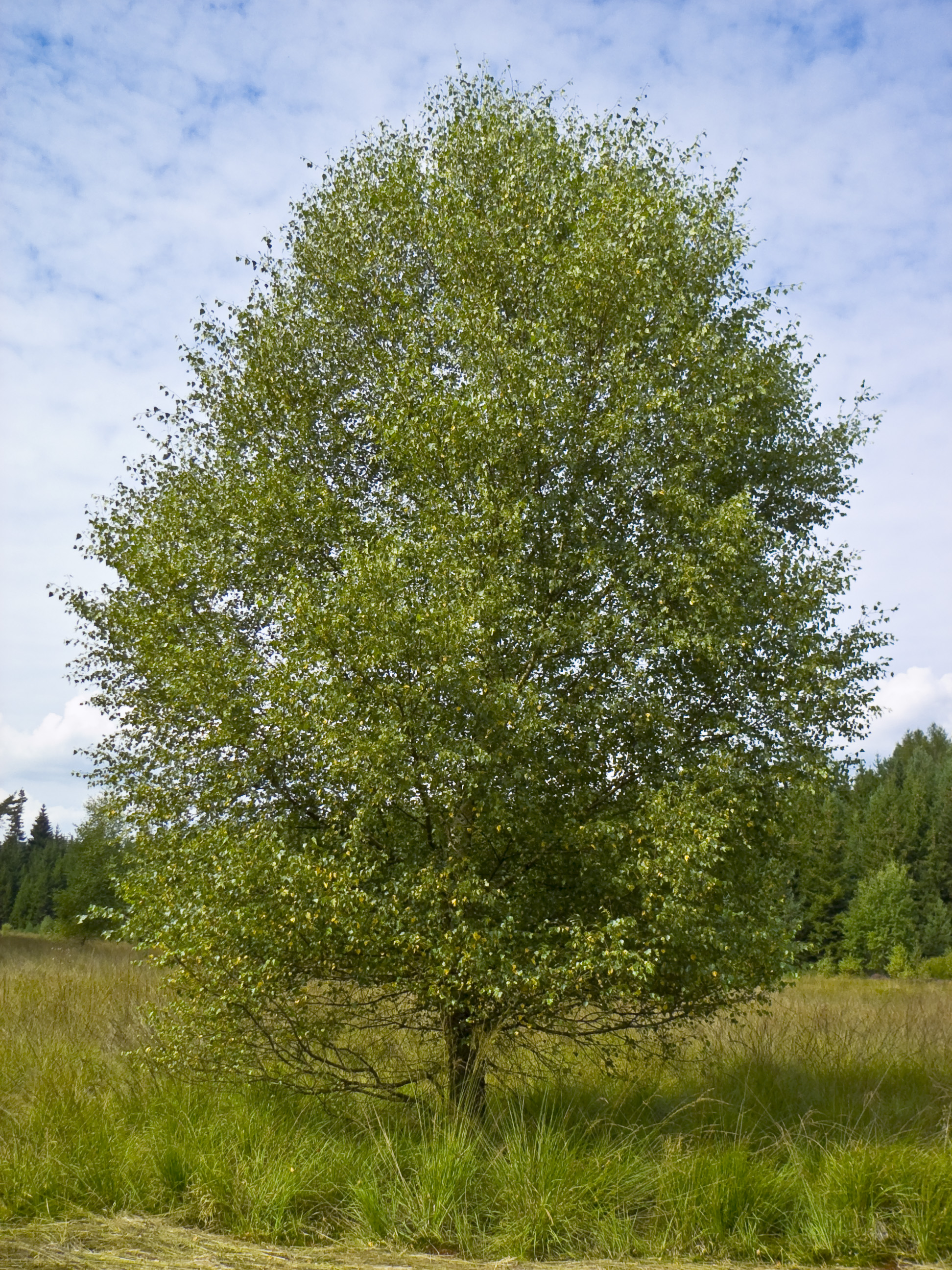
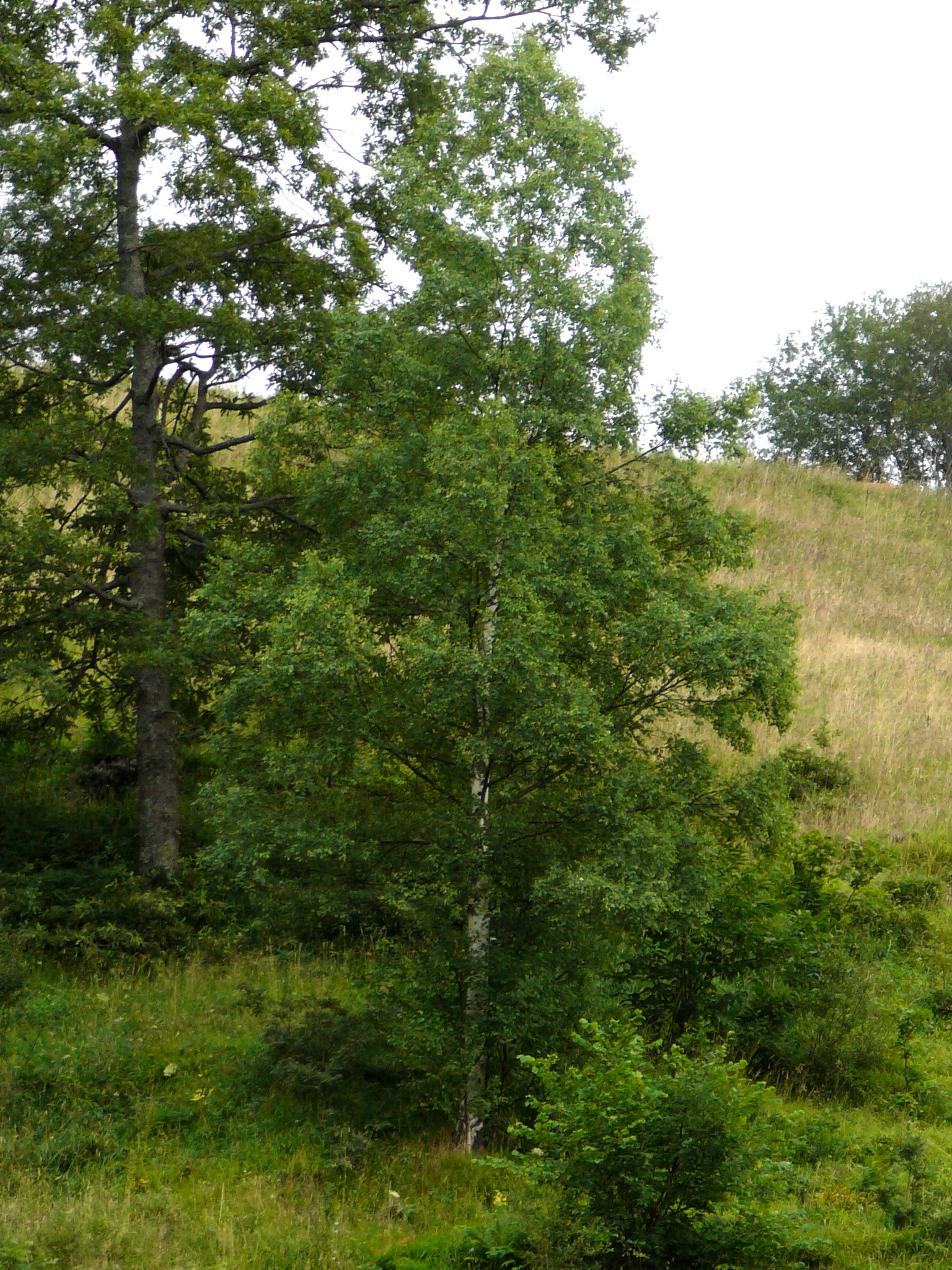
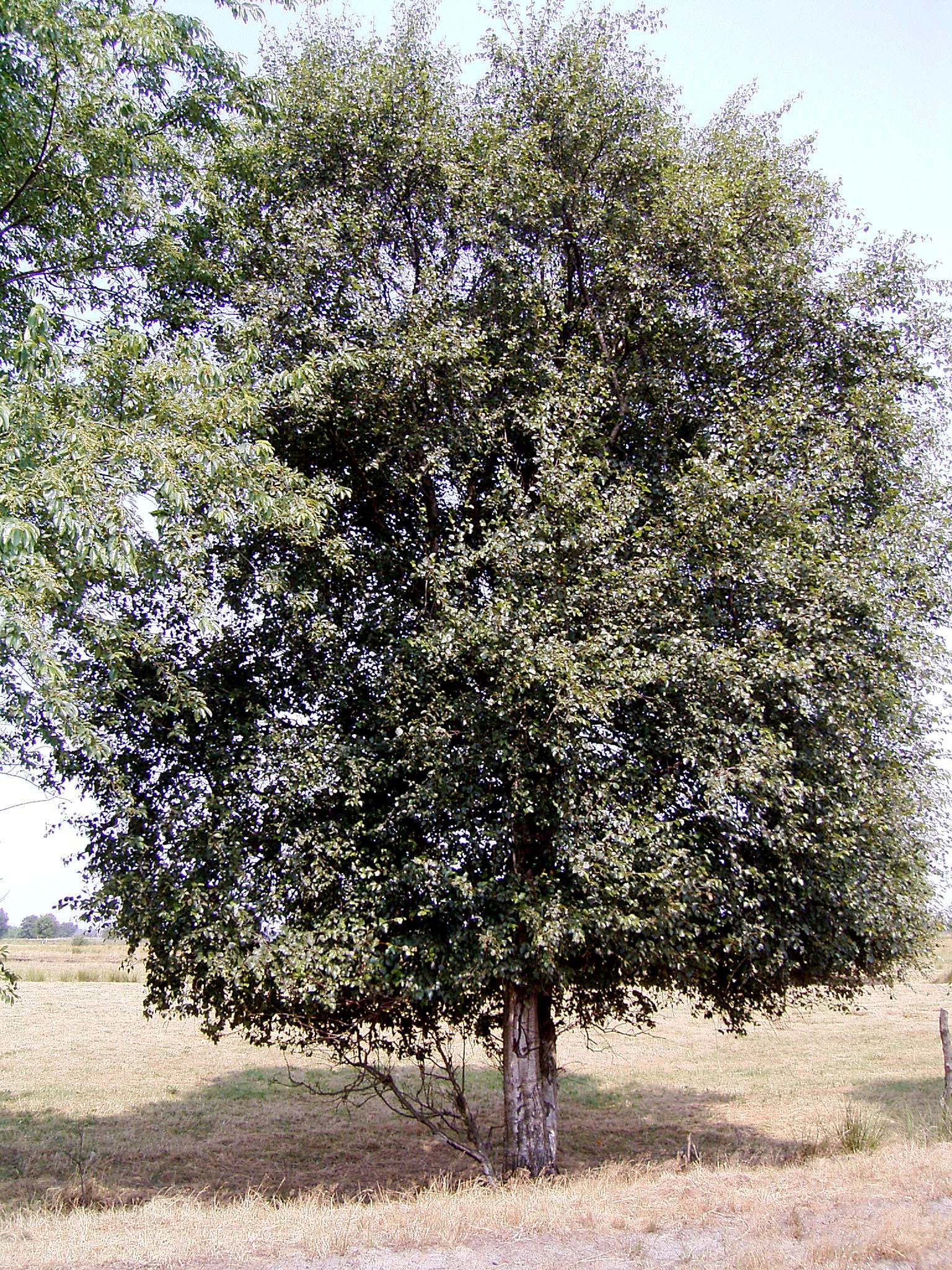
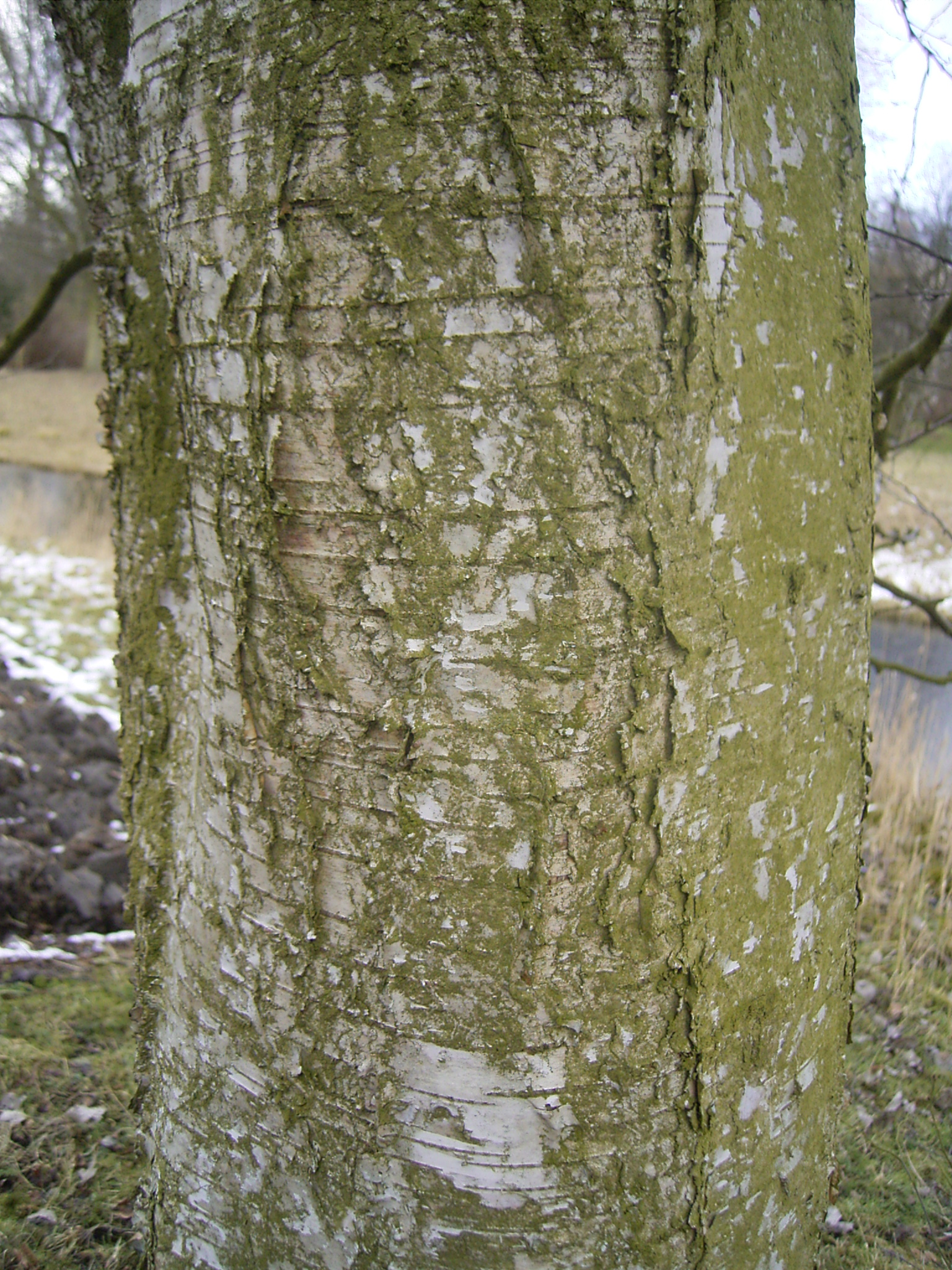